# یک عاشقانه کوچک
یک عاشقانه کوچک (انگلیسی: A Little Romance) یک فیلم کمدی رمانتیک آمریکایی در سال ۱۹۷۹ به کارگردانی جرج روی هیل و ایفای نقش لارنس الیویه، تلونیس برنارد و داین لین در نخستین فیلم خود است. فیلمنامه فیلم توسط الن برنز و جرج روی هیل، بر اساس رمان E=mc2 Mon Amour اثر پاتریک کاوین ساخته شده‌است. موسیقی اصلی فیلم توسط ژرژ دلرو تهیه شده‌است. فیلم یک پسر فرانسوی و یک دختر آمریکایی را دنبال می‌کند که در پاریس با هم ملاقات می‌کنند و عاشقانه ای را آغاز می‌کنند که به سفری به ونیز منجر می‌شود جایی که آنها امیدوارند عشق خود را برای همیشه با بوسه ای در زیر پل افسوس در غروب آفتاب مهر و موم کنند.